# Бајгора
Бајгора (алб. Bajgorë) је насеље у општини Косовска Митровица, Косово и Метохија, Република Србија.

## Географија
Село је на падини Копаоника, у изворишту Слаковачке реке. Куће су му на различитим положајима од 1100-1300 м надморске висине. Бајгора је село разбијеног типа старовлашке врсте. Дели се на шест махала које се зову по именима родова који у њима живе. Удаљења између махала износе до 2 км.

## Порекло становништва по родовима
Сада у селу живе само Албанци. Албанци су се доселили у Бајгору око 1730.
Родови:
Меметовић (алб. Memeti) (12 кућа.), Мусовић (алб. Bajgorë) (25 кућа.), Истраовић (алб. Istraoviqi) (11 кућа.), Кумниовић (12 кућа.), Уковић (9 кућа.) и Јусуфовић (алб. Jusufi) (7 кућа.), сви од фиса (племена) Шаље. Прво се доселио род Мусовић, па онда остали један за другим. Сви су се досељевали из области фиса Шаље у Скадарској Малесији, из братства Пеца. Појасеви за најстарији род Мусовића су у 1933. од досељења били: Мемет, Муса, Фериз, Рама, Зука, Зука, Идриз (56 година). У Малесиској Шаљи су били католици, где се Меметов отац звао Деда.
Досељени предак Мемет имао је још три брата, од којих су из Бајгоре прешли у шаљска ванкосовска села: један у Стари Трг, један у Орахово и један у Сељанце. Много доцније, тек од средине 19. века, Албанци Бајгоре су почели да прелазе у суседно ванкосовско село Ковачицу, одакле су до краја 19. века потисли све Србе.

## Демографија
Према попису из 2011. године село је имало 1.098 становника, све Албанци.
| Година       | 1948 | 1953 | 1961  | 1971  | 1981  | 1991  | 2011  |
| ------------ | ---- | ---- | ----- | ----- | ----- | ----- | ----- |
| Становништво | 897  | 1.00 | 1.049 | 1.111 | 1.282 | 1.663 | 1.098 |

|  |